# ماريكي فيرفورت
ماريكي فيرفورت (10 مايو 1979 - 22 أكتوبر 2019) كانت رياضية بلجيكية بارالمبية تعاني من داء الانكسار العاطفي. فازت بعدة ميداليات في الألعاب البارالمبية، وجذبت انتباه العالم في عام 2016 عندما كشفت أنها تفكر في إقرار القتل الرحيم.

## المهنة
بدأت فيرفورت حياتها المهنية في الرياضة لعب كرة السلة في الكرسي المتحرك، ثم بدأت السباحة، وناضحت في سباقات ثلاثية. كانت بطلة العالم في سباقات الباراترياتلون في عامي 2006 و2007، وفي عام 2007، تنافس في سباق ترايثلون آيرونمان في هاواي. تقاعدت من سباقات الترياثلون عندما ازدادت حالتها سوءاً. بدلاً من ذلك، بدأت في البلوكارت ثم سباقات الكرسي المتحرك.
وفي الألعاب البارالمبية في لندن عام 2012، فازت بال ميدالية الذهبية في سباق الكرسي المتحرك T52 100 متر وال ميدالية الفضية في سباق كرسي المتحرك T52 200 متر
وفي عام 2013، وضعت سجلًا أوروبيًا جديدًا بـ 33.65 في سباق T52 200 متر في أورديجيم، بلجيكا. كما أنشأت رقوم قياسية عالمية في سباق T52 400m في كورترييك بلجيكا،  و T52 800m في أورديجيم في عام 2013
في نفس العام، أثناء المنافسة في بطولة العالم لألعاب القوى التي تنظمها اللجنة البارالمبية الدولية في ليون، فرنسا، سقطت فيرفورت خلال سباق 800 متر بعد تصادم مع ميشيل ستيلويل من كندا. أصيبت في كتفها، مما تطلب إجراء عملية جراحية وعشرة أشهر من التأهيل. كانت منافستها التالية في عام 2014، في بطولة الجائزة الكبرى لألعاب القوى التي تنظمها اللجنة البارالمبية الدولية التي أقيمت في نوتويل، سويسرا، حيث فازت في سباق 200 متر، بالإضافة إلى سباقي 1500 متر و5000 متر، اللذين سجلت فيهما أرقامًا قياسية جديدة. في وقت لاحق من نفس العام، تعرضت لنكسة أخرى. أثناء إعدادها للمكرونة، فقدت الوعي، وسكبت الماء الساخن على نفسها وتعرضت لحروق من الدرجة الثانية والثالثة من الصدر حتى كاحليها.
وفي بطولة العالم لألعاب القوى IPC لعام 2015 في الدوحة، فازت بالميداليات الذهبية في سباقات 100 متر T52 و200 متر و400 متر، وأصبحت بطلة العالم. قطعت مسافة 200 متر في 35.91، وهو ما كان أبطأ بمقدار ثانيتين من رقمها القياسي الأوروبي، قبل حادثها.
في دورة الألعاب البارالمبية 2016 في ريو دي جانيرو، فازت بالميدالية الفضية في سباق 400 متر على سباق الكرسي المتحرك T51/52 والميدالية البرونزية في سباق 100 متر T51/52.

## الحياة الشخصية
بدأت فيرفورت في تجربة الأعراض في سن 14 من ما سيتم تشخيصه لاحقاً باسم التهاب التشويق المتعاطف: مرض مهالك لا يمكن شفاء له في العضلات والعمود الفقري، مما تسبب في ألم شديد، والشلل في ساقيها، وأصيبها بالصعوبة في النوم. على الرغم من نجاحها الرياضي، قالت فيرفورت أنها كانت تفكر في عملية التنفس أثناء التحضير لألعاب ريو المباراة في عام 2016، قائلة أن ريو كانت "أخيرة رغبتها". وأوضحت أن هذا لا يعني أن عملية التنفيذ لن تحدث مباشرة بعد الألعاب، قائلة: "يجب أن تعيش يومًا بعد يوم وتتمتع باللحظات الصغيرة. عندما يأتي اليوم - عندما يكون لدي أيام سيئة أكثر من أيام جيدة - لدي أوراق التنفيض الخاصة بي. ولكن الوقت لم يكن هناك بعد". كانت فيرفورت مصابة بالصرع أيضاً، وعاشت مع كلبها المساعد زين،  الذي تمكنت من تحذيرها من نوبة قادمة قبل ساعة من حدوثها.
توفيت من خلال التنفس في 22 أكتوبر 2019. دعم قرارها من قبل المبارسين المرضى الآخرين، مثل البريطاني أولي هيند.
كانت فيرفورت مثلية.

## الكتابة
(فيرفورت) ألفت كتابين، (ويليمي). رياضات للحياة (Houtekiet، 2012)، والجانب الآخر من العملة (2017)، عن مرضها العضلي التدهوري وتأثيره على حياتها.

## الشرف والاعتراف
- 2012 - المباراة البلجيكية للسنة[35]
- 2013 - ضابط كبير في نظام التاج (بلجيكا)[2][36]
- 2014 - الكأس الوطنية فيكتور بوين.[37]
- 2015 - المباراة البلجيكية للسنة[38]
- 2015 - فلامس ريوس[39]
- 2016 - تمزيق المجتمع الفلامندي من رئيس الوزراء جيرت بورجوا.[29]